# Leonardo Posadas
Leonardo García Posadas (Hamburgo, 1 de enero de 2005) es un futbolista alemán de origen cubano y hondureño. Juega de mediocentro defensivo en el Hamburgo S. V. II de la Regionalliga Nord.

## Trayectoria
Nacido en Hamburgo, Alemania, de padre cubano y madre hondureña,  pasó sus primeros años en las categorías inferiores del Hamburgo S. V., hasta ascender al equipo sub-19 en 2022. Entre 2023 y 2024 formó parte del equipo sub-19 del Borussia Dortmund, para luego regresar al Hamburgo S. V. en el invierno de 2025. Ese año disputó sus primeros 12 partidos con el Hamburgo S. V. II en la temporada 2024-25 de la Regionalliga Nord.

## Selección nacional
A los 16 años debutó con la selección sub-17 de Alemania en partidos de la clasificación al Campeonato Europeo Sub-17 de la UEFA 2021, portando el gafete de capitán. En 2023, también disputó partidos amistosos contra Suiza e Inglaterra con la selección sub-19.
El 19 de mayo de 2025 fue incluido en el listado preliminar de la selección absoluta de Honduras para participar en la Copa de Oro 2025, pero quedó fuera de la nómina definitiva.

## Estadísticas

### Clubes
| Club                         | Div.          | Temporada     | Liga  | Liga  | Copas nacionales | Copas nacionales | Copas internacionales | Copas internacionales | Total | Total | Media goleadora |
| Club                         | Div.          | Temporada     | Part. | Goles | Part.            | Goles            | Part.                 | Goles                 | Part. | Goles | Media goleadora |
| ---------------------------- | ------------- | ------------- | ----- | ----- | ---------------- | ---------------- | --------------------- | --------------------- | ----- | ----- | --------------- |
| Hamburgo S. V. II · Alemania | 4.ª           | 2024-25       | 12    | 0     | —                | —                | —                     | —                     | 12    | 0     | 0               |
| Hamburgo S. V. II · Alemania | Total club    | Total club    | 12    | 0     | 0                | 0                | 0                     | 0                     | 12    | 0     | 0               |
| Total carrera                | Total carrera | Total carrera | 12    | 0     | 0                | 0                | 0                     | 0                     | 12    | 0     | 0               |